# Gina Leishman
Gina Leishman (* im 20. Jahrhundert in London) ist eine britische Komponistin und Musikerin (Saxophon, Gesang, Piano, Glasharfe).

## Leben und Wirken
Leishman studierte in Wien und Edinburgh, wobei sie sich auf Alte Musik spezialisierte. Anschließend arbeitete sie bei EMI Music und gründete eine Theatertruppe, bevor sie Ende der 1970er Jahre in die Vereinigten Staaten zog. An der Westküste gründete sie 1983 mit Doug Wieselman die „Kamikaze Ground Crew“, zunächst als Bläser- und Perkussionstruppe der amerikanischen Musikclowns, Jongleure und Vaudeville-Entertainer The Flying Karamazov Brothers, die im Weiteren auch ihre Kompositionen aufführte und seit 1994 von New York City aus operiert. Mit der „Kamikaze Ground Crew“ spielte sie mehrere Alben ein und trat im Jahr 2000 bei den Donaueschinger Musiktagen auf. 1994 wurde Leishmans erste Oper, „Burning Dreams“, in San Diego uraufgeführt; eine weitere Oper, „Actaeon“, schrieb sie 1998 für den La MaMa Experimental Theatre Club. Leishman hat weiterhin zahlreiche Kompositionen für Filme und Theaterprojekte verfasst. Außerdem schrieb sie Kompositionen für das Bay Area Jazz Composer’s Orchestra, die Bay Area Women’s Philharmonic und das Quartetto Aguinaga. Zuletzt legte sie zwei Alben als Liedermacherin mit eigenen Kompositionen vor. Weiterhin wurde sie als Sprecherin von Hörbüchern ausgezeichnet.
Leishman lehrte an der University of Iowa, der Long Island University in Brooklyn und der University of New York.

## Diskographie
- Gina Leishman Lost in Life
- Kamikaze Ground Crew Covers (mit Peter Apfelbaum, Doug Wieselman, Art Baron, Steven Bernstein, Marcus Rojas, Kenny Wollesen)
- Gina Leishman In My Skin (mit Charles Burnham, Matt Munisteri, Marc Ribot, Todd Sickafoose, Greg Cohen, Kenny Wollesen)